# Madero, Oaxaca
Madero är en ort i Mexiko.   Den ligger i kommunen San Miguel el Grande och delstaten Oaxaca, i den sydöstra delen av landet, 300 km sydost om huvudstaden Mexico City. Madero ligger 2 313 meter över havet och antalet invånare är 194.
Terrängen runt Madero är huvudsakligen kuperad. Madero ligger nere i en dal. Runt Madero är det ganska glesbefolkat, med 26 invånare per kvadratkilometer. Närmaste större samhälle är Villa Chalcatongo de Hidalgo, 7,1 km öster om Madero. I omgivningarna runt Madero växer huvudsakligen savannskog.